# ウルフリョゥスヴァトン
ウルフリョゥスヴァトン (氷語: Úlfljótsvatn、「ウルフリョゥト (人名) の湖」の意) はアイスランドにある湖。

## 概要
ウルフリョゥスヴァトンはアイスランド島の南西部、グリムスネース＝グラプニンフスフレップル自治体 (Grímsnes- og Grafningshreppur) にある。面積は 2.45 km² で水深は最大で 20 m である。

## 地理
ウルフリョゥスヴァトンはシンクヴァトラヴァトン湖のすぐ南にあり、そこからソグ川を通ってウルフリョゥスヴァトンに流れ込んでいる。ソグ川はウルフリョゥスヴァトンから流れ出てアゥルタヴァトン (Álftavatn) に流れ込んでいる。

## 開発

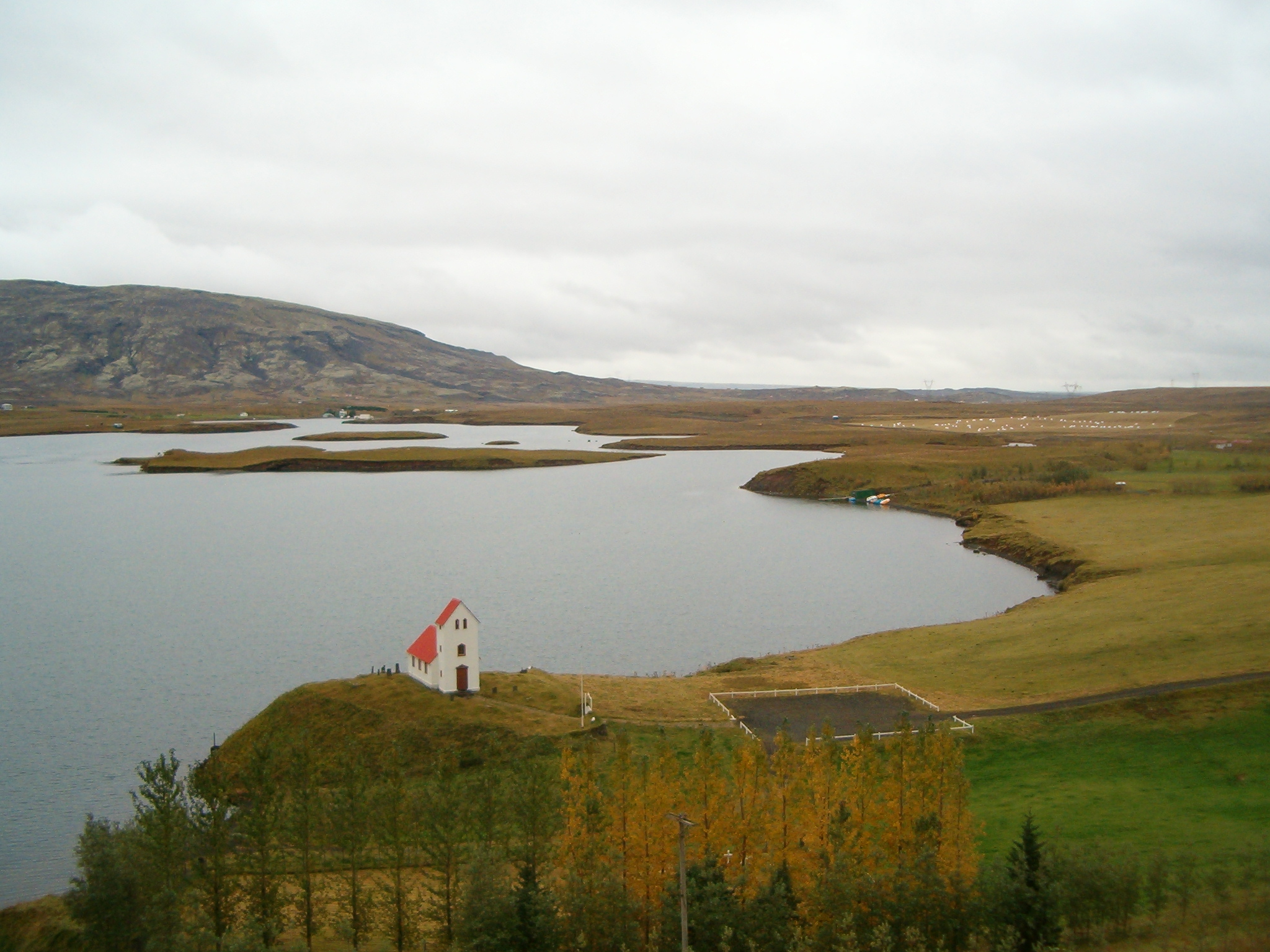
ウルフリョゥスヴァトン湖岸の教会と沿岸の様子。(2006年)

ウールフリョウツヴァトンの下流には、1937年にリョゥサフォス (Ljósafoss) 発電所の建設に伴いダムが設置され、ウルフリョゥスヴァトンの水位は約 1 m 上昇した。ウルフリョゥスヴァトンから見るとシンクヴァトラヴァトンの標高は 20 m ほど高く、その落差を利用するステイングリムスストズ (Steingrimsstöð) 発電所がある。
またウルフリョゥスヴァトンにはアイスランド・スカウト協会 (Icelandic Boy and Girl Scout Association) の訓練施設などがある。

## 交通
鉄道などはない。湖の東側に国道 36 号線、南西に国道 360 号線がある。